# بيت حلاوة
بيت حلاوة أو بيت شاطئ العجمي هو منزل يقع في منطقه العجمي بالاسكندرية في مصر. المنزل يضم تفاصيلإسلامية تقليدية ومصرية ايضا . تم الانتهاء من المشروع في عام 1975 بتصميم من المعماري عبد الواحد الوكيل وكان من بين أول الحاصلين على جائزة الآغا خان للعمارة في عام 1980. سميت على اسم عميل المشروع عصمت أحمد حلاوة. تم تصميم المشروع بربط الأشكال التقليدية والعناصر الأصلية في تصميم وظيفي مناسب للحياة الحديثة.

## تاريخ المنزل
كانت معظم مشاريع الإسكان في العجمي عبارة عن أكواخ ذات مستوى منخفض من الجودة, توفر المياه الجارية والكهرباء، لكن لا توفر مياه صرف صحي علي سبيل المثال. بمرور الوقت ، تقلصت أحجام قطع الأراضي بشكل عام ، مما أدى إلى فرض قيود على الخصوصية.

## التصميم والبناء
تم بناء المنزل على قطعة أرض ضيقة، وهذا يتوافق مع حجم الأراضي في منطقه العجمي. على الرغم من أن هذا عادة ما يعتبر عيبًا، إلا أن المعماري عبد الواحد الوكيل استخدم مساحة الفناء كمركز تركيز اساسي للمنزل من أجل الحفاظ على مستوى جيد من الخصوصية. تم توزيع الاثاث داخل المنزل بشكل يعزز من الشعور بالمساحة الواسعه داخل مساحه المبني الضيقه نسبيا. تم بناء المنزل من مواد مختلفة، والتي تعزز موضوع ربط العناصر التقليدية والحديثة. وتتضمن هذه العناصر الأساسية أساسات من الخرسانة المسلحة، وجدران من الحجر الجيري المحلي، وطوب أحمر للأقواس. بالإضافة إلى الفناء ونافورته، يحتوي المنزل على ردهة تحتوي على جانب واحد مفتوح على الحديقة ومصيدة الرياح. كانت تكنولوجيا البناء بدائيه، حيث كان معظم القوى العاملة من البدو المحليين. كان العمال المهرة الوحيدون في المشروع هم عمال المباني و المحار والنجاره.

## الجدول الزمني والتكلفة
بدأ تصميم المشروع في عام 1972 وبدأ البناء في يناير 1974. تم الانتهاء من المشروع في أبريل 1975 وتم إشغاله لأول مرة في يوليو من نفس العام. واجه المشروع تأخيرات طفيفة بسبب مشاكل العمل وتأخر تسليم مواد النجارة. بلغت التكلفة الكاملة للعمالة والمواد 29000 دولار أمريكي.

## روابط خارجية
- "Halawa House". Aga Khan Development Network. مؤرشف من الأصل في 2022-06-27. اطلع عليه بتاريخ 2019-09-04.